# Cape Cox
Cape Cox är en udde i Antarktis. Den ligger i Västantarktis. Argentina, Chile och Storbritannien gör anspråk på området.
Terrängen inåt land är mycket platt, och sluttar österut. Trakten är obefolkad. Det finns inga samhällen i närheten.